# Lupo Martini Wolfsburg
El Lupo Martini Wolfsburg es un equipo de fútbol de Alemania que juega en la Niedersachsenliga, una de las ligas que conforman la quinta división de fútbol en el país.

## Historia
Fue fundado en el año 1962 en la ciudad de Wolfsburgo con el nombre Sportclub Lupo por un grupo de inmigrantes italianos trabajadores de la fábrica de Volkswagen. En 1981 se fusionaron con el US Martini, otro club fundado por inmigrantes italianos en 1970. El término Lupo es Wolf en el idioma italiano y hace referencia a la ciudad del club. Fue el primer club compuesto por trabajadores inmigrantes que participó a nivel competitivo en Alemania.
El club fue formado por inmigrantes italianos, pero actualmente más de la mitad del personal del club no es de ascendencia italiana.

## Palmarés
- Niedersachsenliga: 2

2015–16, 2017-18
- Landesliga Braunschweig: 1

2011–12
- Bezirksliga Nord: 1

2005-06